# Cuminaldehído
Cuminaldehído, o 4-isopropilbenzaldehído, es un compuesto orgánico natural de fórmula C10H12O. Es un derivado monoterpénico del benzaldehído con un grupo isopropilo sustituido en posición 4.
Es un constituyente de los aceites esenciales de eucalipto, mirra, comino, cassia y otros. Su olor es muy agradable y contribuye al aroma de esos aceites.
Puede obtenerse por reducción del cloruro de 4-isopropilbenzoílo o por formilación de cumeno.

## Propiedades
Líquido, de olor fuerte y persistente, y aspecto incoloro o amarillo pálido.
Se autoinflama a 93 °C.

## Usos
- Se usa comercialmente en la fabricación de perfumes y otros cosméticos.
- Se utiliza como saborizante en alimentos en concentraciones menores a 5 ppm de producto final.
- La tiosemicarbazona de cuminaldehído tiene propiedades antimicrobianas.